# 李书磊
李书磊（1964年1月21日—），河南原阳人，中国共产党、中华人民共和国政治人物，副国级领导人。1984年12月参加工作，1986年9月加入中国共产党。北京大学文学博士，教授。现任中共中央政治局委员、中央书记处书记、中央宣传部部长。
曾任中共中央党校副校长，中共福建省委常委、省委宣传部部长，中共北京市委常委、市纪委书记，中共中央纪委副书记，中共中央党校常务副校长。

## 经历

### 早年教育
1978年，时年14岁的李书磊考入北京大学图书馆学系学习，有“北大神童”之称。
1985年，21岁获北大中文系中国现代文学专业硕士学位，导师为张钟，硕士学位论文题目为《历史与未来的精神产儿——论新时期青年文体学》。
1989年获得北大中文系中国现代文学专业博士学位，博士导师为严家炎。

### 中央党校
1989年12月，调中共中央党校任教，历任文史教研部讲师、副教授，语文教研室主任，文史教研部副主任、主任；1995年晋升教授；1999年，时任中央党校文史教研部主任的李书磊在哈佛大学肯尼迪政府学院参加“高级行政人员班”（Senior Executive Fellows program, SEF）。他是班上74名学员中的3名中国人之一。2001年至2008年间，任中央党校校委委员；先后兼任文史教研部、培训部、教务部主任。
在此期间，曾两次赴地方挂职锻炼；分别是于1991年至1993年任中共秦皇岛市青龙县县委副书记，2004年2月至2006年1月挂职任中共西安市委副书记。2008年12月，升任中共中央党校副校长，时任校长是习近平，他在中央党校工作时经常参与起草习近平等高层的重要讲话稿。在此期间他受到习的赏识并为后来的政治晋升奠定了基础。

### 福建省和北京市
2014年1月，任中共福建省委常委、宣传部部长，2014年10月30日至11月1日，《福建日報》連續三天以頭版加二版規格，回顧報道了習近平福建工作往事，该系列報道整理出來的採訪內容字數達3萬多字，由福建省委宣传部长李書磊親自倡議、策劃并逐字逐句修改而成。2015年12月，转任中共北京市委常委、纪委书记。2017年1月，卸任北京市纪委书记，赴中纪委履新。

### 中央纪检委
2017年1月，在十八届中央纪委七次全会被增选为中国共产党第十八届中央纪律检查委员会常委、副书记。3月，兼任中央反腐敗協調小組國際追逃追贓工作辦公室主任（簡稱：中央追逃辦主任）。2017年11月至2019年3月，兼任中国纪检监察学院院长。2020年7月，当选中央纪委国家监委机关党委书记。

### 中央党校
2020年12月，李书磊任中央党校（国家行政学院）分管日常工作的副校（院）长，为正部长级。2020年12月26日，不再担任国家监察委员会副主任职务。

### 中央宣传部
2022年5月，依照出席庆祝共青团成立100周年大会的座位排序，显示李书磊已出任中共中央宣传部常务副部长。
2022年10月，58岁的李书磊在中共二十届一中全会上当选中共中央政治局委员、中央书记处书记，晋升副国级。同月26日，央视《新闻联播》报道李书磊以中共中央宣传部部长的身份出席全国人大常委会第三十七次会议第一次全体会议，并就学习贯彻中共二十大精神做了辅导报告。

## 爱好与观点
李书磊是喜好读书、推崇读书的国家领导人，他还倡导官员多读书。他最敬佩的人是唐代诗人白居易。
2001年2月，時任中央黨校文史教研部主任、教授的李書磊曾發表過一篇9000字的論文——《再造語言》，系統闡述了對於世紀頑疾——“黨八股”的研究，他写道：“對於一個人、一個政黨、一個政權、一個民族來說，語言特別能體現他的質量、品格、氣象與氣數”，“你一張口就暴露了你是誰，想瞞都瞞不住。修改政治、改善生存必得從改善語言開始”，“各級官員的公開言論常常是四平八穩、面面俱到的官樣文章，大報大刊的文字也常常蒼白貧乏、欠缺文氣與文採，常常是空洞的漂亮話而不是真正的漂亮文章”，“新鮮、深刻、真實的話語代表了執政黨的正心誠意，代表了執政黨理解世界、領導國家的能力，也是它團結社會、動員人民的力量源泉”，“如果一個執政黨因黨八股之困而減弱了其文化影響力並進而危及到自身與民族生存，那就應是它奮起從思想上與體制上反對黨八股的時候了。”

## 著作
从1993年到2003年，他一共出版了9本著作：
- 《都市的迁徙——现代小说与城市文化》（1993年）
- 《为什么远行》（1995年）
- 《杂览主义》（1996年）
- 《重读古典》（1997年）
- 《文学的文化含义》（1998年）
- 《1942：走向民间》（1998年）
- 《村落中的国家：文化变迁的乡村学校》（1999年）
- 《我观世音》（1999年）
- 《说什么激进》（2003年）